# 中央村 (嘉義縣)
23°32′6.3″N 120°24′14.4″E / 23.535083°N 120.404000°E
中央村為中華民國台灣嘉義縣民雄鄉轄下的一個村里，位於嘉義縣北方，面積為2.843582平方公里，行政區內包含12個鄰、463戶、人口數為1485人，男女人數分別為783及702人，主要依南北分為田中央和新庄兩個聚落，田中央聚落內的劉家古厝為著名傳統建築。

## 地理
中央村為位於嘉義縣民雄鄉西南部的一個村，坐落於鴨母坔大排流經平和村水源豐裕區的鄰接地帶，舊名為田中央庄，光復後改名為「中央村」，鄰近村落有平和村、中和村、興中村、山中村，以及新港鄉的三間村。

## 聚落歷史
中央村由南側的田中央和北側的新庄兩個聚落所組成，兩者皆是由開墾所形成的聚落。新庄是中央村的北方門戶，為明鄭時期在雙援設營盤屯墾隔鄰的水源地帶，適合農作。田中央位於早期打貓地區西南面，直到清朝乾隆年間才有人定居開墾。由於聚落四周皆為田地所包圍，因此產生田中央這個地名。

## 教育
中央村內並無設立國中小學，國小學區為興中國小，國中學區為民雄國中。

## 宗教
中央村內有兩間廟宇，其一為中央村順天宮，供奉主神為王爺，陪祀為鄭成功和土地公，建於1848年。其二為中央村千年宮，供奉主神為觀世音菩薩，陪祀為土地公和註生娘娘，建於1964年。

## 古老建築
劉家古厝位於田中央聚落，為1921年劉氏先祖人因「母雞報恩」的事蹟所興建的傳統三合院，歷史悠久，結構保存完整，家族希望能列入歷史建築。

## 文化
田中央的宋江陣起源於日據時期，由何其在所創立的舞鴻館和何紅毛所創立的平和館互相競爭合作，使宋江陣成為當地的代表文化。近幾年則由郭金盾等人進行重組。